# سیکلوبوتان
سیکلوبوتان (به انگلیسی: Cyclobutane) با فرمول شیمیایی C۴H8 یک ترکیب شیمیایی است؛ که جرم مولی آن ۵۶٫۱۰۷ g/mol می‌باشد.